# Carbon County (Utah)
Carbon County je okres ve státě Utah v USA. K roku 2010 zde žilo 21 403 obyvatel. Správním městem okresu je Price, které je rovněž jeho největším městem. Celková rozloha okresu činí 3 845 km².